# Grabau (Lauenburg)
Grabau er en kommune i det nordlige Tyskland, beliggende i Amt Schwarzenbek-Land i den sydvestlige del af Kreis Herzogtum Lauenburg. Kreis Herzogtum Lauenburg ligger i delstaten Slesvig-Holsten.

## Geografi
Kommunen ligger 3 km nordøst for Schwarzenbek, omkring 33 km øst for Hamburg, og 15 kilometer sydvest for Mölln.